# Nectria muscivora
Nectria muscivora är en svampart som först beskrevs av Berk. & Broome, och fick sitt nu gällande namn av Miles Joseph Berkeley 1860. Nectria muscivora ingår i släktet Nectria och familjen Nectriaceae.   Inga underarter finns listade i Catalogue of Life.